# Hypoponera dulcis
Hypoponera dulcis är en myrart som först beskrevs av Auguste-Henri Forel 1907.  Hypoponera dulcis ingår i släktet Hypoponera och familjen myror.

## Underarter
Arten delas in i följande underarter:
- H. d. aemula
- H. d. dulcis
- H. d. uncta